# 湖南道宣慰司
湖南道宣慰司，元朝至元十五年（1278年）置，治所在衡州路（治今湖南省衡阳市），属湖广等处行中书省。十八年（1281年）移治于潭州路（天历二年（[1329年]）改为天临路，治今长沙市）。辖境相当今湖南省浏阳、汨罗、益阳市和桃江、安化县以南，新化、洞口、绥宁、通道等县以东地区，及广西壮族自治区全州、资源、灌阳等县地。元末废。 